# エストニア・ソビエト社会主義共和国の国旗
エストニア・ソビエト社会主義共和国の国旗は1940年に最初に制定され、その後1953年に改定されたものが1990年まで使用された。

## 変遷
1940年8月25日にエストニア・ソビエト社会主義共和国国家院が採択した憲法の第116条においては、国旗については次のように定められている。
この国旗は同年10月31日のエストニア共和国最高会議幹部会令によって承認され、同時に旧来のエストニアの国旗と国章は「ブルジョワのシンボル」として禁止された。

1940年8月25日から1953年2月6日までの国旗

1953年2月6日、「エストニア・ソビエト社会主義共和国の国旗について」の最高会議幹部会令により、国旗はグラフィック・デザイナーのパウル・ルフテイン (et) の制作によるものに変更された。
この法令は同年8月21日の第3期最高会議第4回会議において承認され、国旗の変更はエストニア共和国憲法にも反映された。1956年3月29日には、閣僚会議が国旗に関する規則の適用を承認した。1981年1月23日に最高会議は新たな幹部会令を発し、国旗の裏面には五芒星と鎌と槌を表示しないことが定められた。
その後、独立回復時代の1988年6月23日に最高会議は「エストニアSSRの国家的・民族的シンボルについて」の幹部会令を発し、青・黒・白の三色を「エストニアの民族色」(eesti rahvusvarvideks) と制定した。同年10月20日には「エストニアの民族的シンボルの使用規則の承認について」の幹部会令により、青黒白旗はエストニアの「民族旗」として認められた（この段階では国旗は変更されなかった）。1990年5月8日、最高会議決議によりエストニア・ソビエト社会主義共和国は「エストニア共和国」と改称され、さらに1938年のエストニア共和国憲法が復活されたことにより、その国旗もかつての青黒白旗に戻された。

1990年5月8日からの国旗

## その他
ロシア革命期のエストニアに存在したボリシェヴィキ政権「エストニア労働コミューン」は、自身の旗を「«Эстляндская Трудовая Коммуна» と表示した赤旗」とした。コミューンの旗の再現として、黄色のカントンに赤文字で "Eestimaa Töörahwa Kommuuna" および «Эстляндская Трудовая Коммуна» と表示した赤旗が紹介されることもあるが、信頼に足るソースはない。

エストニア労働コミューンの旗とされるもの